# Anna Torv
Anna Torv (Melbourne, 7 giugno 1979) è un'attrice australiana, nota per i ruoli di Olivia Dunham nella serie Fringe e di Wendy Carr nella serie Mindhunter.

## Biografia
Figlia di Susan e Hans, Anna è nata in Australia nel 1979. È cresciuta a Gold Coast. Ha un fratello minore di nome Dylan. È stata separata da suo padre quando aveva soltanto otto anni. Sua zia è la scrittrice Anna Maria Torv Murdoch Mann, che è stata sposata per trentuno anni con l'imprenditore miliardario Rupert Murdoch. Ha frequentato la Benowa State High nella Gold Coast. Si è laureata al National Institute of Dramatic Art nel 2001.
Torv è nota per avere avuto un suo ruolo nella serie Mistresses, trasmesso dalla BBC. Ha anche doppiato la voce di Nariko nella versione inglese del videogioco Heavenly Sword, dove il suo aspetto è stato utilizzato anche per modellare il personaggio. Dal 2008 al 2013 ha interpretato Olivia Dunham nella serie televisiva Fringe. Dal giugno 2016 interpreta la giornalista Harriet Dunkley nella serie tv australiana Secret City in onda sulla piattaforma Foxtel. Nel 2017 interpreta il ruolo della dottoressa Wendy Carr nella serie tv Mindhunter.
Nel 2023 interpreta Tess nella serie televisiva The Last of Us trasposizione del primo capitolo del videogioco per Playstation.

## Vita privata
Nel 2008 Anna ha sposato il suo compagno, nonché collega nella serie Fringe, Mark Valley. I due si sono separati dopo un anno di matrimonio.

## Filmografia

### Attrice

#### Cinema
- Travelling Light, regia di Kathryn Millard (2003)
- The Book of Revelation, regia di Ana Kokkinos (2006)
- The Daughter, regia di Simon Stone (2015)
- Stephanie, regia di Akiva Goldsman (2017)
- Force of Nature - Oltre l'inganno (Force of Nature: The Dry 2), regia di Robert Connolly (2024)

#### Televisione
- White Collar Blue, regia di Ken Cameron – film TV (2002)
- Young Lions – serie TV, 13 episodi (2002)
- Le sorelle McLeod (McLeod's Daughters) – serie TV, episodi 4x29-4x30 (2004)
- The Secret Life of Us – serie TV, 20 episodi (2004-2005)
- Frankenstein, regia di Jed Mercurio – film TV (2007)
- Mistresses – serie TV, 5 episodi (2008)
- The Pacific – miniserie TV, puntata 5 (2010)
- Fringe – serie TV, 100 episodi (2008-2013) - Olivia Dunham
- Secret City – serie TV, 12 episodi (2016-2018)
- Mindhunter – serie TV, 17 episodi (2017-2019)
- The Newsreader – miniserie TV, 6 puntate (2021)
- The Last of Us – serie TV, episodi 1x01-1x02-1x03 (2023)
- Territory, regia di Greg McLean – miniserie TV (2024)

### Doppiatrice
- Heavenly Sword - videogioco (2007)
- Arkie e la magia delle luci, regia di Ricard Cussó e Tania Vincent (2023)

## Doppiatrici italiane
Nelle versioni in italiano delle opere in cui ha recitato, Anna Torv è stata doppiata da:
- Eleonora De Angelis in Fringe, Secret City
- Beatrice Caggiula in The Last of Us, Force of Nature - Oltre l'inganno
- Chiara Colizzi in Mindhunter